# Rhissa Ag Boula
Rhissa Ag Boula (* 1957 in Tchirozérine) ist ein nigrischer paramilitärischer Anführer und Politiker. 
Er leitete von 1991 bis 1995 die Befreiungsfront des Aïr und Azawad. Er war von 1997 bis 2004 Tourismusminister und von 2016 bis 2023 Minister bei der Präsidentschaftskanzlei.

## Leben
Rhissa Ag Boula stammt aus einer niedrigen Gesellschaftsschicht der Tuareg-Fraktion Kel Tedélé. Er arbeitete zunächst für die Reiseagentur Tamzak Voyage in Arlit, die 1983 vom Geschäftsmann Moutta Aboubacar aus Iférouane gegründet worden war. Bald darauf wechselte er als Buchhalter zu Mano Dayaks Reiseagentur Témet Voyages in Agadez.
Als in Niger nach über drei Jahrzehnten ein Mehrparteiensystem wiedereingeführt wurde, zählte Ag Boula 1990 zu den Mitbegründern der Partei Union für Demokratie und sozialen Fortschritt (UDPS-Amana), deren Exekutivbüro er fortan angehörte. 1991 wurde er der Gründer und Anführer der Befreiungsfront des Aïr und Azawad (FLAA). Die FLAA war die erste der paramilitärischen Tuareg-Organisationen der 1990er Jahre, die mit Entführungen, Morden und Raubzügen ihren Forderungen nach größerer politischer Mitbestimmung der Tuareg Ausdruck verliehen. Die Männer im engsten Kreis um Rhissa Ag Boula waren als erfahrene Wegelagerer bekannt. Der erste große Angriff der FLAA war jener auf den Militärposten von Aderbissinat am 30. Dezember 1991. Ag Boula leitete persönlich einen verheerenden Angriff der FLAA auf die Oase Iférouane am 15. März 1992, bei dem zwei Menschen getötet und weitere zehn entführt wurden. Eine große Gegenoffensive der Streitkräfte Nigers im August 1992 zwang die Paramilitärs kurzzeitig zum Rückzug nach Algerien. Dort wurden mehrere Kämpfer, darunter Ag Boula, vorübergehend wegen illegalen Waffenbesitzes festgenommen. Die verschiedenen Tuareg-Paramilitärs organisierten sich in der Koordination des bewaffneten Widerstands (CRA). Nach Meinungsverschiedenheiten mit deren Leiter, seinem ehemaligen Reiseagentur-Arbeitgeber Mano Dayak, gründete Rhissa Ag Boula 1991 mit sich selbst an der Spitze die Organisation des bewaffneten Widerstands (ORA) als Nachfolgeorganisation der CRA. Für die ORA unterzeichnete er am 24. April 1995 ein umfassendes Friedensabkommen mit der nigrischen Regierung, das den paramilitärischen Kämpfern eine Generalamnestie zusicherte.
Unter Staatspräsident Ibrahim Baré Maïnassara wurde Rhissa Ag Boula am 1. Dezember 1997 als beigeordneter Minister für Tourismus in die Regierung von Premierminister Ibrahim Hassane Mayaki berufen. Es waren fast ausschließlich Tuareg, die den Tourismus im Norden des Landes kontrollierten. Mit der Übertragung des Ministerpostens an Ag Boula war implizit der Auftrag verbunden, nach eigenem Ermessen das Aufkeimen neuerlicher Tuareg-Aufstände in der Region Agadez zu unterbinden. Als Tourismusminister nutzte er die Tuareg-Folklore, um Touristen aus Europa für Niger zu interessieren. In den Beginn seiner Amtszeit fiel die Veranstaltung des ersten Festival International de la Mode en Afrique in den Dünen von Tiguidit. Im Zuge einer Regierungsumbildung am 29. Dezember 1998 erhielt Ag Boula ein weiteres Ressort und wurde beigeordneter Minister für Tourismus und Handwerk. Unter Daouda Malam Wanké, Ibrahim Baré Maïnassaras Nachfolger als Staatschef, amtierte er ab 15. April 1999 als Minister für Tourismus und Handwerk. Diese Funktion behielt er auch in der am 5. Januar 2000 ernannten Regierung von Premierminister Hama Amadou unter Staatspräsident Mamadou Tandja bei. Ag Boulas Ministertätigkeit wies eine für nigrische Verhältnisse ungewöhnlich lange Laufzeit unter drei verschiedenen Staatschefs auf.
Er trat als Minister am 13. Februar 2004 zurück, nachdem er beschuldigt worden war, an der Ermordung des Präsidenten der Sektion der Regierungspartei MNSD-Nassara in Tchirozérine beteiligt gewesen zu sein, was er bestritt. Kurz darauf wurde er wegen Anstiftung zum Mord verhaftet und ins Gefängnis von Say gebracht. Sein Bruder Mohamed Ag Boula stellte daraufhin das Paramilitär der FLAA neu zusammen. Die FLAA nahm am 10. August 2004 bei einem Überfall auf einen Bus auf der Fernstraße nach Arlit mehrere Geiseln. Unter der Vermittlung von Libyens Staatschef Muammar al-Gaddafi wurden im März 2005 zunächst die Geiseln, dann Rhissa Ag Boula freigelassen. Am 15. Juli 2005 legte die FLAA in einer Zeremonie in Libyen vor Muammar al-Gaddafi ihre Waffen nieder. Rhissa Ag Boula flüchtete nach seiner Freilassung nach Frankreich, übernahm jedoch noch 2005 den Parteivorsitz der seit mehreren Jahren nicht mehr im Parlament vertretenen UDPS-Amana.
Als 2007 die Bewegung der Nigrer für Gerechtigkeit (MNJ), eine neue paramilitärische Organisation, mit Aktivitäten gegen die Regierung von Staatspräsident Mamadou Tandja in Erscheinung trat, bot sich Rhissa Ag Boula als Vermittler an. Die Regierung lehnte seinen Vorschlag ab. Daraufhin gründete Ag Boula mit dem Front des Forces de Redressement (FFR) eine kleine Splittergruppe des MNJ. Das Exekutivkomitee der UDPS-Amana, das die demokratische und verfassungskonforme Ausrichtung der Partei gefährdet sah, setzte ihn 2008 als Parteivorsitzenden ab. Ein Gericht in der Hauptstadt Niamey verurteilte ihn im selben Jahr in Abwesenheit zum Tode. Libyen vermittelte den Friedensvertrag von 2009 zwischen dem MNJ und der nigrischen Regierung, in dem auch, trotz dessen geringer Bedeutung, der FFR Erwähnung fand. Die im Friedensvertrag festgelegte Amnestie bezog sich nur auf Verbrechen, die im Zuge der paramilitärischen Aktivitäten von 2007 bis 2009 verübt worden waren, weshalb Ag Boula sich zunächst von Niger fernhielt.
Nachdem Staatspräsident Tandja im Februar 2010 abgesetzt worden war, kehrte Ag Boula nach Niamey zurück. Er wollte gegenüber den neuen Machthabern die Integration seiner ehemaligen Kämpfer in die nigrischen Streitkräfte vorantreiben und sich selbst erneut als Tuareg-Vertreter ins Spiel bringen. Er wurde festgenommen, jedoch nach wenigen Monaten auf Druck von Muammar al-Gaddafi wieder freigelassen, der als Druckmittel Immigranten aus Niger in Tripolis auf Grundlage erfundener Vorwürfe festnehmen ließ. Ag Boula flüchtete danach nach Libyen. Er unterstützte al-Gaddafi im libyschen Bürgerkrieg und beim internationalen Militäreinsatz in Libyen. Nach dem Sturz al-Gaddafis im September 2011 lud der neue nigrische Staatspräsident Mahamadou Issoufou Ag Boula zurück nach Niger ein und ernannte ihn in der Absicht, ein Zeichen der Versöhnung gegenüber den ehemaligen Tuareg-Paramilitärs zu setzen, zu seinem Sonderberater. Beim gewaltsamen Konflikt in Nordmali, den Tuareg-Gruppen 2012 gegen die Regierung Malis begannen, sprach sich Rhissa Ag Boula für eine gewaltfreie Lösung aus. Staatspräsident Issoufou holte Ag Boula 2016 als Minister bei der Präsidentschaftskanzlei erneut in die Regierung. Dieses Amt behielt er auch in der von Mahamadous Issoufous Nachfolger Mohamed Bazoum 2021 ernannten Regierung bei.
Bazoums Regierung wurde beim Militärputsch am 26. Juli 2023 abgesetzt. Rhissa Ag Boula gab am 8. August 2023 die Gründung des Rats des Widerstands für die Republik bekannt, eine Widerstandsbewegung mit dem Ziel der Wiedereinsetzung von Mohamed Bazoum als Staatsoberhaupt.

## Alternativnamen
Alternative Schreibweisen seines Namens sind Ghissa Ag Boula, Ghissa ag Boula, Ghissa Boula, Rhisa Ag Boula, Rhisa ag Boula, Rhisa Boula, Rhissa Agboula, Rhissa ag Boula, Rhissa Boula, Risa ag Boula, Risa Agboula, Risa Ag Bula, Risa ag Bula, Rissa Ag Boula, Rissa ag Boula, Rissa Ag Bula, Rissa ag Bula und Rissa Boula.

## Ehrungen
- Großoffizier des Nationalordens Nigers[22]